# Lagny-sur-Marne
Lagny-sur-Marne é uma comuna francesa localizada no departamento de Sena e Marne, na região administrativa da Ilha de França. A comuna possui 21 488 habitantes segundo o censo de 2014.